# SG NARVA Berlin
SG NARVA Berlin is een Duitse sportclub uit Berlijn. De club is het meest bekend voor zijn handbal- en voetbalafdeling.

## Geschiedenis
Arbeiders van de OSRAM-fabriek speelden in verschillende sportverenigingen met het oog op de Olympische Spelen van 1936 in Berlijn. Ook na de spelen bleven de verenigingen actief op de terreinen. Na de Tweede Wereldoorlog werd een nieuwe sportgroep opgericht SG Niederschöneweide dat in 1947 de naam SG Oberspree aannam. In februari 1949 fuseerde de club met BSG Motor Friedrichshain-Ost fuseerde. Bijna alle leden werken in de gloeilampenfabriek. Door herstructureringen werd de naam enkele keren gewijzigd: BSG Mechanik Friedrichshain (vanaf november 1950), BSG Motor Friedrichshain-Ost (vanaf 1951) en BSG Motor Berliner Glühlampenwerk (vanaf 1954). In 1969 werd de naam BSG NARVA Berlin aangenomen en deze naam werd behouden tot de Duitse hereniging. Nadat het BSG-systeem ontbonden werd nam de club de huidige naam aan.

### Voetbal
De voetballers van SG Niederschöneweide speelden in 1945/46 in groep D van de Berliner Stadtliga. Na dit seizoen werden de vier reeksen herleid tot één reeks en de club slaagde er niet in zich hiervoor te plaatsen. In 1974/75 en 1978/79 speelde de club in de DDR-Liga, de tweede klasse, maar werd twee keer elfde en degradeerde meteen. Na de Duitse hereniging liep het ledenaantal fors terug. De voetballers sloten zich in 1996 bij FC Treptow aan. Hierna werd de handbalafdeling het uithangbord van de club.